# Газейски езера
Газейските езера са малка езерна група от 3 големи и няколко по-малки езера в Северен Пирин, принадлежаща към басейна на река Демяница, от басейна на Места. Намират се в дълбокия Газейски циркус между върховете Газей (2761 m) на югозапад, Полежан (2851 m) на югоизток и Ушиците (2803 m) на изток.
Най-високо разположеното, на 2642 m н.в. е Горното Газейско езеро, на 41°43′38″ с. ш. 23°29′14″ и. д. / 41.727222° с. ш. 23.487222° и. д., което и е най-голямо – 11,6 дка и дълбочина до 4 m. Има удължена форма от запад на изток с размери 220 m дължина и 45 m ширина.
На 450 m северно от него, на 2458 m н.в., на 41°43′55″ с. ш. 23°29′10″ и. д. / 41.731944° с. ш. 23.486111° и. д. е разположено Средното Газейско езеро, което също е с удължена форма с размери 90 m дължина и 45 m ширина.
Още 550 m по̀ на север, на 41°44′14″ с. ш. 23°29′01″ и. д. / 41.737222° с. ш. 23.483611° и. д., на 2318,5 m н.в. се намира най-малкото (90 на 35 m) и най-ниско разположеното Долното Газейско езеро. Поради по-ниското му разположение то е обградено от клекови храсталаци. От него изтича потокът Газейската вода, която се влива от дясно в река Демяница срещу хижа Демяница.
В последните години на тоталитарния комунистически режим беше направен опит за протоколно преименуване на Газейската езерна група на Стражишки езера без узаконяване на промяната в Държавен вестник. Въпреки това името се използва в някои туристически справочници и картни материали от епохата.
Покрай трите езера преминава немаркирана пътека от хижа Демяница за хижа Безбог.